# Uskoplje
Uskoplje je  općina u Županiji Središnja Bosna, Federacija Bosne i Hercegovine, Bosna i Hercegovina. Godine 2001. odlukom visokog predstavnika u BiH nosi službeni naziv Gornji Vakuf-Uskoplje.

## Zemljopis
Uskoplje je srednjobosanski grad smješten u gornjem toku rijeke Vrbas. Leži u 27 km dugoj i 2 km širokoj Skopaljskoj dolini. Okružen je planinama Vranicom s istočne i Radušom sa zapadne strane, dok se na jugu nalazi prijevoj Makljen. Prema sjeveru se nastavlja dolina Vrbasa k Bugojnu i Donjem Vakufu. Osim s Bugojnom, uskopaljska općina graniči s općinama Novi Travnik, Fojnica, Konjic, Prozor-Rama i Kupres. Od značajnih vodotoka uz Vrbas, tu su i Bistrička rika, Trnovača, Krušćica, Voljišnica i Tuščica. U samom gradu postoji potok Barica u koju se ulijeva sezonski potok Uševica, dok su potoci Ilidža i Javić od 1964. godine uključeni u kanalizacijsku mrežu. Najveća nadmorska visina općine je 2112 metara koliko iznosi najviši vrh Vranice Nadkrstac. Osim Nadkrstca postoji više vrhova Vranice viših od 2000 metara, a svojom visinom ističe se Ločika s 2107 metara nadmorske visine. Uskopaljska crkva se nalazi na 669 metara nadmorske visine.
Klima je zbog veće nadmorske visine (za oko 100 m), blizine velikih planinskih masiva Vranice i Raduše, a time i većeg provjetravanja, oštrija u odnosu na umjerenu kontinentalnu klimu na području nizvodno uz Vrbas. Ljetne temperature su u prosjeku nešto niže, ljetne noći svježije i bez većih amplituda što pogoduje povrtlarskim kulturama.

## Stanovništvo

### Popis Hrvata katolika u Uskoplju 1743.
- broj sela: 15
- broj kuća: 115
- odrasli: 595
- djeca: 354
- ukupno stanovnika: 949[4]

### Popisi 1971. – 1991.
| Stanovništvo općine Uskoplje |                  |                  |                  |
| godina popisa                | 1991.            | 1981.            | 1971.            |
| Muslimani                    | 14.063 (55,84 %) | 12.399 (55,27 %) | 10.482 (54,18 %) |
| Hrvati                       | 10.706 (42,51 %) | 9574 (42,68 %)   | 8605 (44,48 %)   |
| Srbi                         | 110 (0,43 %)     | 133 (0,59 %)     | 141 (0,72 %)     |
| Jugoslaveni                  | 158 (0,62 %)     | 173 (0,77 %)     | 18 (0,09 %)      |
| ostali i nepoznato           | 144 (0,57 %)     | 153 (0,68 %)     | 98 (0,50 %)      |
| ukupno                       | 25.181           | 22.432           | 19.344           |

#### Uskoplje (naseljeno mjesto), nacionalni sastav
| Uskoplje           |                |                |                |
| godina popisa      | 1991.          | 1981.          | 1971.          |
| Muslimani          | 3274 (61,26 %) | 2230 (60,31 %) | 1694 (68,72 %) |
| Hrvati             | 1805 (33,77 %) | 1228 (33,21 %) | 651 (26,40 %)  |
| Srbi               | 80 (1,49 %)    | 105 (2,84 %)   | 79 (3,20 %)    |
| Jugoslaveni        | 134 (2,50 %)   | 106 (2,86 %)   | 13 (0,52 %)    |
| ostali i nepoznato | 51 (0,95 %)    | 28 (0,75 %)    | 28 (1,13 %)    |
| ukupno             | 5344           | 3697           | 2465           |

### Popis 2013.
| Stanovništvo općine Uskoplje |                  |
| godina popisa                | 2013.            |
| Bošnjaci                     | 12.004 (57,34 %) |
| Hrvati                       | 8660 (41,37 %)   |
| Srbi                         | 30 (0,14 %)      |
| ostali i nepoznato           | 239 (1,14 %)     |
| ukupno                       | 20.933           |

| Uskoplje – naseljeno mjesto |                |
| godina popisa               | 2013.          |
| Bošnjaci                    | 2287 (47,34 %) |
| Hrvati                      | 2400 (49,68 %) |
| Srbi                        | 15 (0,31 %)    |
| ostali i nepoznato          | 129 (2,67 %)   |
| ukupno                      | 4831           |

## Naseljena mjesta
Općinu Uskoplje sačinjavaju sljedeća naseljena mjesta :
Batuša, 
Bistrica, 
Bojska, 
Boljkovac, 
Borova Ravan, 
Crkvice, 
Cvrče, 
Dobrošin, 
Donja Ričica, 
Dražev Dolac, 
Duratbegović Dolac, 
Duša, 
Gaj, 
Galičica, 
Gornja Ričica, 
Gornji Mračaj, 
Grnica,  
Hrasnica, 
Humac, 
Jagnjid, 
Jelače, 
Jelići, 
Kozice, 
Krupa, 
Kute, 
Lužani, 
Mačkovac, 
Mračaj, 
Osredak, 
Pajić Polje, 
Paloč, 
Pidriš, 
Ploča, 
Podgrađe, 
Pridvorci, 
Rosulje, 
Seferovići, 
Seoci, 
Smrčevice, 
Svilići, 
Šugine Bare, 
Trnovača, 
Uskoplje, 
Uzričje, 
Vaganjac, 
Valice, 
Vilić Polje, 
Voljevac, 
Voljice, 
Vrse, 
Zastinje i 
Ždrimci.
Na popisima 1971. i 1981. godine, postojala su i naseljena mjesta: Mošćani, Pernice i  Tihomišje. Ova naselja su na popisu 1991. godine ukinuta i pripojena drugim naseljenim mjestima. 

## Uprava
Šef izvršne vlasti u općini je načelnik, a zakonodavnu funkciju ima Općinsko vijeće koje ukupno ima. Općinsko vijeće ima 23 člana.
Sastav Općinskog vijeća Uskoplja po izborima iz 2016.
| stranka | stranka                            | broj zastupnika |
| ------- | ---------------------------------- | --------------- |
|         | SDA                                | 10              |
|         | HDZ BiH, HDZ 1990, HSP BiH, HSS SR | 9               |
|         | SDP BiH                            | 2               |
|         | SBB BiH                            | 1               |
|         | DF                                 | 1               |

## Povijest

### Prapovijest
Područje Uskoplja nastanjeno je od najstarijih vremena. Iz vremena bakrenog doba 2500. – 2400. godine prije Krista poznato je naselje Pod u susjednom Bugojnu. Postojala su gradinska naselje u Krupi, u Boljkovcu i na Sutini u Jagnjidu iz brončanog ili željeznog doba. Prapovijesna gradina bila je i na Šarampovu, dok se  tumul iz brončanog doba nalazi na Paloču.

### Stari vijek
U Krupi su pronađene tri bronce Kartage i Numidije iz 2. stoljeća pr. Kr. koje predstavljaju najstarije, pronađene, antičke novce na području Skopaljske doline.
Područje današnjeg Uskoplja za Batonskog rata zauzima Germanik. Ilirska naselja uništavaju ili zauzimaju Rimljani. Najpoznatije rimsko naselje je bilo na Crkvini (Grudine) u Čipuljiću kod Bugojna koje se nazivalo Bisteus. Poznato je i rimsko naselje Ad Matricem za koje se točno ne zna gdje se nalazilo (najvjerojatnije na Vrsima). Rimsko naselje iz 1. do 3. st. bilo je u Volarima, iz nešto kasnijeg perioda je naselje na Mehurištima (Kute). Rimska naselja bila su i na Pavlinama u Bistrici i Rževinama u Vilić Polju. Na gradini Sutini bila je stražarnica za nadziranje prometnih komunikacija. U blizini, u Jagnjidu, nalazilo se nekoliko rimskih zgrada od kojih su bili očuvani temelji. Na lokalitetu Dimnjače kod Humca na desnoj obali Vrbasa nalazilo se rimsko naselje. Ostaci zidova, promjera od 60 do 80 cm, bili su vidljivi sve do otvaranja površinskog kopa rudnika lignita na tom mjestu. Rimska su naselja obično bila građena od klesanog kamena, opeke i crijepa. Osnova čitavog života tadašnjeg stanovništva bilo je rudarstvo.
Na Šarampovu (Glavici) nalazila se ranokršćanska bazilika koja je istraživana u ljeto 1958. godine, a sastojala se od naosa, pronaosa i apside. Uz ovaj objekt nalazila se kasnoantička grobnica s nadgrobnom pločom Rimljanina Aurelija Tirona koja je uz rimsku opeku sa žigom Bisteus iz Bugojna jedini rimski epigrafski spomenik iz ovoga kraja.

### Srednji vijek
Hrvati prilikom doseljenja, krajem VI. i početkom VII. stoljeća, nastanjuju i Skopaljsku dolinu.
U srednjem vijeku ovo se područje nazivalo Uskoplje (usko polje!), a kasnije, sve do druge polovice 19. stoljeća, uobičajen je skraćeni naziv Skoplje, a potom je prevladalo ime Gornji Vakuf.
U vrijeme stvaranja kneževina Uskoplje je dio Primorske Hrvatske, kao i Hrvatske u vrijeme kraljevstva. Spominje se Uskoplje u sastavu Kraljevine Hrvatske u vrijeme kralja Tomislava, kralja Mihajla Krešimira II. (kao južni pogranični kraj, nedaleko od tromeđe Hrvatske, Srbije i Zahumlja) i Stjepana Držislava. Za vrijeme njegovih sinova Svetoslava Suronje, Krešimira i Gojslava izbija građanski rat kojeg koristi bugarski car Samuilo, pa ovladava Bosnom, a kratkotrajno i Uskoplje. Kako je Samuilo poražen od bizantskog cara Bazilija II. on isto kratkotrajno drži pod svojom vlašću Hrvatske, pa i Uskoplje.
Uskoro je Uskoplje ponovno u Hrvatskoj, a to je dokumentirano u vrijeme Petra Krešimira IV. 1069. god. Tada se župa Uskoplje nalazila u susjedstvu župa Rame, Plive, Lepenice i Lašve. Župa Uskoplje se u povijesnim dokumentima u srednjem vijeku spominje pod različitim nazivima: Uskoplje, Vzcople, Vskopio, Usthopiye, Schoppie, Scopie, Uskopyu, Skoplje. 
U vrijeme bitke na Gvozdu 1097., uskopaljski kraj je opet pogranični: zapadno od Vrbasa je u Hrvatskom Kraljevstvu, dok istočni dio kratkotrajno zauzima Duklja.
Početkom XII. st. Vrhbosnu i Ramu kao svoje pokrajinu spominje Bela II. Slijepi, hrvatsko-ugarski kralj, što pokazuje da je Uskoplje duboko u Hrvatskoj.
Krajem XII. stoljeća Uskopljem, Usorom i Bosnom vlada ban Kulin. Uskoplje se, 1230., unutar Bosanske Banovine, nalazilo u Donjim Krajevima, na spoju Plivske župe i Luke.
Godine 1241. dolazi do provale Mongola kroz čitavu Bosnu i Hrvatsku što je ostavilo tragične posljedice. Banovina Bosna, a s njom i Uskoplje su u sastavu Hrvatske za vrijeme knezova Šubića od 1292. do 1322. godine. Nakon poraza Šubića, njihov rođak ban Stjepan II. Kotromanić je zagospodario njihovim posjedima na istoku, koji su ukljućivali i Uskoplje, kojim kasnije vlada i Tvrtko I. U to vrijeme, uskopaljski je kraj, kao dio banovine Bosanske Banovine, graničio s drugim knežijama, poput Zapadnim stranama prema jugozapadu i Dolnjim krajima prema sjeverozapadu.
U to vrijeme se u Uskoplju osjeća se snažna nazočnost franjevaca, koji su tu imali i samostanska središta (Bistrica, Vesela Straža).
Najpoznatija srednjovjekovna naselja na području Skopaljske doline su: Vesela Straža, Susid (Susidgrad) i Biograd. Vesela Straža postaje najvažnije mjesto srednjovjekovnog Uskoplja. Najnapučenije područje na prostoru današnje opčine bila je: Bistrica. Dok su Ždrimci, Pridvorci, Donja Ričica, Ljubova, Voljice, Dobrošin i samo područje grada također bili gusto naseljeni. Tomu svjedoče i srednjovjekovna groblja odnosno nadgrobnici. Prema oblicima, natpisima i ukrasima na stećcima može se vidjeti da su ugledni rodovi živjeli na području Bistrice i Vrsa. Najveći broj stećaka nalazio se u Bistrici (140) i Ždrimcima (105), dok je ukupan broj zabilježnih stećaka – 605.
Neki izvori spominju ranokršćanske crkve u Bistrici i u Crkvicama (Privor). Biskup Mato Delivić 1737. godine spominje ruševine dvaju samostana u Voljicu od kojih jedan povezuje s benediktincima. Mnogi toponimi poput: Crkvina, Crkvište, Misni Dolac, Otarije, Otarine i dr. vjerojatno kriju temelje crkava i samostana. U Dobrošinu biskup Delivić spominje 
Crkvu sv. Ivana Krstitelja, dok nekoliko stoljeća ranije Bela IV. u povelji spominje crkvu istog naziva koja se traži i u Jelićima (Privor), a crkva iz Beline povelje mogla bi biti bilo gdje u Uskoplju. Biskup također spominje i ruševine nekog samostana u Bistrici.
Od početka petnaestog stoljeća u Bosnu prodiru Turci, pa i u Uskoplje 1414. godine, na čelu s Ishak-begom Isakovićem, na strani Hrvoja Vukčića Hrvatinića koji gospodari i Uskopljem, a protiv Žigmunda Luksemburškog.
Krajem 15. stoljeća, Uskoplje je crkveno pripadalo bosanskoj biskupiji.

### Osmanlijsko doba
Nakon 1414. godine, 1463. godine ovaj prostor osvajaju Turci. Hrvatsko-ugarski kralj Matijaš Korvin zajedno s velikašima hercegom Stjepanom Vukčićem Kosačom te sinovima Vlatkom i Vladislavom od srpnja do listopada 1463. godine, izbacio je Osmanlije iz svih svojih krajeva, a Vladislav je to uspio uraditi i s Uskopljem, pa mu je Matijaš Korvin za zasluge i darovao Veselu Stražu. 
U blizini Uskoplja, u selu Zvizda, rodio se fra Anđeo Zvizdović, koji je god. 1463, izašao pred sultana i isposlovao povelju (ahd-namu), na temelju koje su franjevci mogli, zajedno s katolicima, ostati i djelovati pod osmanskom vlašću.
Osmanlije ponovo osvajaju Uskoplje 1468. godine. Uskoplje je u tom vremenu bilo potpuno opustošeno, jer je bilo granično područje, a definitivno je pod osmanlijskom vlašću od 1503. godine Biograd postaje Ak-hisar (Prusac), središte nahije. Osmanlije su u nekoliko navrata gotovo u potpunosti istrijebili katolike s ovih prostora. Sami osmanlijski izvori govore o islamizaciji hrvatskog, kao i o dolasku vlaškog pučanstva. 
U formiranju muslimanskog Gornjeg Vakufa igrala je ulogu džamija Mehmed-bega Stočanina.
Posebno teško stanje je bilo od 1516. do 1540. godine, kao i u vrijeme Kandijskog rata od 1645. do 1669. godine. U to vrijeme franjevci su bili prisiljeni 1659. godine odvesti iz Bosne oko 3000 katolika. 
Tijekom 16. i 17. stoljeća broj je katolika znatno opao. Kroz to su vrijeme ramski franjevci vodili dušobrižništvo u skopaljskom kraju.
Teško stanje se nastavlja i u vrijeme Bečkog rata od 1683. do 1699. godine. Rat su često pratile, pošasti, suše i kuge. Nakon spaljivanja ramskog samostana 1687. i bijega ramskih franjevaca i dijela bosanskih katolika (oko 5000 obitelji) pastorizaciju skopaljskog kraja preuzima fojnički samostan franjevaca.
Uskoplje je stradalo i za Morejskog rata, u pohodima mletačkih postrojbi Stojana Jankovića. Nakon što su opustošeni krajevi u dubini teritorija Osmanskog Carstva (Livanjsko, Duvanjsko, Kupreško i Glamočko polje, Varcar-Vakuf, Lika, Zagora), na red je došlo i Uskoplje: u srpnju 1692. je bilo opustošeno je prvi put, a u srpnju iduće godine Uskoplje je pretrpjelo novi napad.
U prvoj polovici 18. stoljeća broj se katolika još smanjio: god. 1737. ima ih svega 370. 
Prvi spomen župe Skoplje je iz 30-ih godina 18. stoljeća, a njen se teritorij poklapao sa srednjovjekovnom župom Uskoplje. Ne zna se točno kada je župa Skoplje nastala, ali se zna da je postojala prije 1675. godine. Godine 1737. fra Mato Delivić spominje župu Skoplje s 370 katolika. Tijekom 18. i početka 19. stoljeća ovu župu spominju apostolski administratori Bosanskog vikarijata u osam izvješća. Župa Uskoplje je dakle nastala u 18. stoljeću. Matice ima od 1796. godine. Od druge polovice 18. stoljeća franjevci trajno borave u skopaljskoj župi. Pod konac stoljeća, godine 1796., podignuta je u mjestu Voljice kućica za župnika. Odatle je župno središte premješteno u G. Skoplje (Uskoplje) vjerojatno početkom 19. stoljeća. U međuvremenu broj se katolika znatno povećao kako prirodnim priraštajem tako i doseljavanjem.
Franjevci su godine 1852. osnovali pučku školu, koju su dulje vremena sami vodili. Godine 1855. podignut je novi župni stan.
Godine 1858. župa Skoplje je podijeljena na dva dijela: u sjevernom dijelu osnovana je župa Malo Selo (Bugojno), a u južnom župa Skoplje Gornje. Od 1844. župom Skoplje Gornje počinje se nazivati područje današnje općine. Sjedište župe je bio grad Uskoplje još od 1802. godine. U sjedištu župe 1847. godine bile su 64 katoličke kuće. U župi Gornje Skoplje je 1855. godine ukupno živjelo 2898 katolika (osim Rostova i Sebešića to je područje današnje općine). Sjedište župe navodi se pod imenom Skoplje Gornje. Prvu župnu crkvu počelo je graditi 1869. godine župnik fra Pavao Vukadin, dok je crkva 1873. pokrivena.

### Austro-Ugarska
Ma Bečkom kongresu 1878. godine donesena je odluka da se Bosna i Hercegovina stavi pod upravu Austro-Ugarske, pa je tako Uskoplje nakon višestoljetne Osmanske vlasti došlo pod upravu Austrijanaca. Austrougarska uprava obilježena je početkom industrijalizacije, reorganizacijom uprave, poboljšavanjem cestovnog i željezničkog prometa, kulturnim i političkim organiziranjem pučanstva, gradnjom i renoviranjem crkava, izradom katastra i mnogim drugim.
U to vrijeme BiH je podijeljena na kotare, pa je tako Uskoplje postalo gradska općina u sastavu Bugojanskog kotara zajedno s Bugojnom i Donjim Vakufom. U središtu općine bila je kotarska ispostava, a između ostalih postojale su tri džamije, medžlis, džemat, katolička crkva, župni ured, osnovna škola s četiri razreda, mekteb, ambulanta i poštanski ured. Prema posljednjem austrougarskom popisu iz 1910. na području Bugojanskog kotara živio je 32.371 stanovnik.
Za vremena Osmanskog carstva korištene su ceste izgrađene u srednjem vijeku pa i ranije. Dolaskom Austrijanaca, te su ceste renovirane, a izgrađene su i nove pa je tako Uskoplje povezano s Ramom.
U vrijeme austrougarske vladavine Uskoplje je postalo značajno za tadašnju vlast zbog prirodnog bogatstva ponajprije rude i šume, te poljodjelski proizvodi i stočarstvo. Eksploatacija šumskog bogatstva bila je glavna industrijska grana ovoga kraja. Dok se rudarstvo razvilo u jugoistočnom dijelu današnje općine, u Privoru
Zbog trošnosti i ruševnosti crkva je 1913. god. morala biti zatvorena za upotrebu.

### Kraljevina Jugoslavija
Sedamdesetogodišnja srpska uprava ponovo mijenja etničku strukturu Uskoplja na štetu Hrvata. Od 1. prosinca 1918. Uskoplje je u sastavu Kraljevine SHS, koja se od 1929. zove Kraljevina Jugoslavija. Tada je Uskoplje u sastavu Primorske banovine. Ona je postojala do 1941. godine kada je na ovim prostorima započeo Drugi svjetski rat., napadom Sila osovine na Kraljevinu Jugoslaviju 6. travnja 1941. 
Nova trobrodna crkva, po projektu Karla Pařika (Paržika), izgrađena je godine 1928. – 31. Na zvoniku crkve su dva zvona (1.200 i 700 kg). Donedavna župna kuća izgrađena je godine 1938. po projektu Karla Paržika.

### Nezavisna Država Hrvatska
U Drugom svjetskom ratu Uskoplje je u sastavu NDH tj. u kotaru Bugojno, velika župa Pliva-Rama. Velika većina stanovnika Uskoplja (Hrvata i katoličke i muslimanske vjere) sudjeluje u postrojbama tadašnjih Hrvatskih oružanih snaga, no, NDH, s druge strane, progoni Hrvate antifašiste (i općenito Hrvate političke protivnike), Židove, Srbe i Rome.
Partizanske jedinice u srpnju 1942. godine pokušavaju zauzeti uskopaljski kraj (4. proleterska brigada), ali su se povukli, to iznova rade i u kolovozu 1943. godine, kada ga i zauzimaju. Nakon zauzeća počinju progoni, uhićenja i čistke.[nedostaje izvor] Početkom 1944. godine njemačka 7. SS divizija "Princ Eugen" zauzima Skopaljsku dolinu i zadržava se do kraja siječnja. 
Bugojno zauzimaju partizani, ali samo desetak dana do prodora 369. Vražje divizije 11. veljače koja ostaje u ovom kraju do 9. rujna 1944. godine.
Pripadnici vojske NDH povukli su se k Travniku koji pada pod partizansku vlast 22. listopada. Partizani nakon toga čine zločin nad zarobljenim uskopaljskim (bugojanskim) Hrvatima. Mnogi Hrvati stradavaju i nakon rata od OZNA-e, a poslije i od UDBA-e. Teško je utvrditi točan broj stradalih jer se u komunističkoj Jugoslaviji nije smjelo ni spominjati te žrtve.[nedostaje izvor]

### Druga Jugoslavija
Poslije rata od 1945. do 1990. godine Uskoplje se nalazi u sastavu SFR Jugoslavije.
Godine 1963. crkva je iznutra renovirana po planu ing. Dimitrijevića. Izgrađeni su glavni i dva pobočna oltara, te propovjedaonica, a prezbiterij je obložen mramorom. Godine 1976. u crkvi je postavljen veliki mozaik posvećen Gospi, kojega je autor Josip Bifel, te Put križa slikara Slavka Šohaja. J. Marinović je izradio kip Gospe u bronci 1987. god. God. 1970. crkva je dobila nove orgulje (17 registara), koje je izgradio Jenko iz Ljubljane. Godine 1987. započela je gradnja sadašnje župne kuće.
U župi se nalazi nekoliko podružnih crkava: Pidriš (zavjetna crkva Sv. Ante, izgr. 1972. god.), Voljice (Sv. Ane, izgr. 1981-83. god), Dobrošin (Sv. Ivana Krstitelja, izgr. 1986. po projektu Z. Karačića), te dvanaest grobljanskih kapelica. Podružne crkve u Voljicama, Dobrošinu i Pidrišu ukrašavaju djela M. Ostoje, A. Mamuše i A. Starčevića.

### Samostalna BiH
Od 1992. do 1994. Uskopljem bjesni rat. U sukobu između dviju vojska bilo je mnogo ranjenih i ubijenih, sela su spaljena, domovi opljačkani, narod je bježao. Uskoplje je bilo podijeljen grad – uskopaljski HVO je držao jednu polovicu grada, a Armija Bih drugu. Dio grada pod svojom kontrolom Hrvati  zovu Uskoplje, a Bođnjaci svoj dio Gornji Vakuf, kako se grad nazivao u osmansko doba i doba socijalističke Jugoslavije. 
Dijelovi grada odražavaju prijeratni etnički sastav. U ratu su bili neprijateljske zone i bilo je mnogo mrtvih na obje strane.  
Osobito je bila burna ratna noć 6. na 7. veljače 1993. godine. Armija BiH je poduzele oko 23.30 jak pješački napad na položaje HVO u središtu grada. Posebno jak napad je bio na zgradu pošte. Borbe su bile žestoke i trajale su do 1.15 sati, a napad je odbijen. Uskoplje je pretrpilo velike štete. U muslimanskom napadu su zapaljene brojne civilne zgrade. Potpuno je izgorio Dom svetog Ante. To je bio drugi po redu vjerski objekt koji su do kraja uništile muslimanske snage, a prvi je bio samostan časnih sestara u selu Bistrici. Malo iza podne 7. veljače sastali su se predstavnici HVO i Armije BiH u bazi UNPROFOR-a. Na sastanku je usuglašeno da će sve postrojbe koje su u Uskoplje došle iz drugih mjesta biti odmah povučene, što se osobito odnosilo na jajačku brigadu Armije BiH koja je prema dogovoru ubuduće trebala biti stacionirana u Zenici te da bi to bilo sprovedeno HVO istoj će omogućiti nesmetan prolaz do toga grada.
10. travnja 1993. proradile su hrvatska postaja Radio Uskoplje i muslimanska Radio Gornji Vakuf. Obje je političkom odlukom ugasila središnja regulatorna agencija 2001. godine.
U ratu je u potpunosti uništen Dom sv. Ante. To je bio vjeronaučni centar i ujedno skromni životni prostor časnih sestara Kćeri milosrđa. Nakon rata sagrađen je novi Dom sv. Ante ponajviše donacijom rimskog Caritasa i prilozima župljana. U njemu se nalazi stambeni prostor časnih sestara, tri velike vjeronaučne dvorane (oko 480 kvadratnih metara) i garaže. U zadnjem ratu župna crkva je teško oštećena a toranj zapaljen. Po prestanku rata toranj je obnovljen i postavljena nova konstrukcija. U tijeku je obnova same crkve.
2009. godine u organizaciji sekcije CIVITAS „Mješovite srednje škole Gornji Vakuf„ u nazočnosti uglavnom muslimanskih predstavnika održan je okrugli stol na temu "Pokretanje radija Gornji Vakuf-Uskoplje".
Župa Uskoplje imala je 1762. god. l435 katolika, 1813. god. 4120, 1877. god. 2747. te 1935. god. 4750 katolika. Od dijelova ove župe tijekom su vremena nastale župe Bugojno, Rostovo, Gračanica i Bistrica. Župa Uskoplje je godine 1991. imala 6789 vjernika (1974.: 5500). njihov broj se u ratu smanjio. Župa danas ima 4400 vjernika. Nju tvore sljedeća naselja: Uskoplje, Batuša, Dobrošin, Gaj, Galičica, G. Voljice, Jagnjid, Jelače, Krupa, Kute, Mačkovac, Mošćani, Mračaj, Osojnica, Paloč, Pidriš, Ploča, Podgrađe, Potrlica, Rosnice, Trnovača, Uzričje, Vaganjac, Vrse i Ždrimci. Župa pripada franjevačkoj provinciji sv. Križa Bosna Srebrena, samostansko područje Fojnice.

## Gospodarstvo
U srednjem vijeku razvijali su se obrti, mutapčijski (tkanje artikala od kozje dlake), puškarski i kovački. Metalna (opruge, okovi), drvna (pilane, pokućstvo) i prehrambena industrija; proizvodnja tradicijskih mlinaca za kavu. U blizini rudnici ugljena. Turizam (planinska lovišta, Ždrimačka jezera, skijalište Raduša i dr.).

### Poljoprivreda i stočarstvo
U vrijeme ratnih djelovanja poljoprivreda i stočarstvo pretrpjeli su ogromne materijalne štete. Poljoprivredna proizvodnja je skoro u potpunosti prekinuta, a stočni fond je i do 80 % uništen.
Od ukupnog prostora općine na poljoprivredno zemljište otpada 16.230 hektara ili 40 %, a od toga 5800 čine oranice. Veći dio od 10.300 hektara ili 63 % čine travnjaci, a tek 1 % voćnjaci.
Prirodni i klimatski uvjeti, plodna zemlja vrbaske doline pružaju velike mogućnosti za razvitak poljoprivredne proizvodnje, posebno uzgoj krumpira, žitarica, repe te kupusa po kojem je ovaj kraj i poznat. Žitarice se u Uskoplju uzgajaju do 920 metara nadmorske visine. Od voćaka dobro uspjevaju jabuke, šljive i kruške. Posljednjih nekoliko godina razvija se proizvodnja jagoda i malina.
Stočni fond 2002. godine činilo je 1650 goveda i 6500 ovaca. Kada je riječ o proizvodnim kapacitetima u ovom području Uskoplje ima samo jednu mljekaru za otkup mlijeka i proizvodnju mliječnih proizvoda u Pajić Polju. Velike površine pašnjaka na lokacijama Smrčevice i Vranice omogućavaju razvoj stočarstva.

### Rudarstvo
Prvi tragovi rudarstvu na području Uskoplja javljaju se u Mračaju i Mačkari gdje se oko 1000 pr. Kr. vadio bakar. Zlato su u Uskoplju eksploatiralo još u vrijeme Dezitijata. Rimljani su intenzivno eksploatirali zlato na Vranici što potvrđuje više rudarskih okana, kao i u Bistrici i Krupi. U srednjem vijeku zlato su eksploatirali saski rudari iz Erdelja. U Bistrici i Batuši zlato je ispirano i u 19. stoljeću kada su u Uskoplje dolazili i dubrovački ispirači.
Na području Mačkare nalaze se značajne naslage tetraedrita iz kojeg se dobivaju bakar i živa, ali i srebro i zlato. Bakar je ovdje eksploatiran u prapovijesno i rimsko doba, kao i u srednjem vijeku. Za austrougarske uprave u Mačkari se eksploatiraju tetraedriti sve do 1917. godine. U Mračaju se proizvodio bakar i živine rude.
Smatra se da su engelski koncesionari u Mačkarama zlato pronašli tek nakon dvanaest godina od početka kopanja. Uloženo su otplatili za samo godinu dana, a obogatili su se i lokalni kopači.
Planina Radovan je bogata hematitom i limonitom koji sadrži čak 52,75 % sirovog željeza. Na području Sikirskog i Deralskog potoka u Privoru postoje naslage škriljevca i filita koji su obično tamnozelene ili, rjeđe, crne ili svijetlozelene boje. Naslage kvarcporfira nalaze se na Zec planini.
1903. godine počinje jamska eksploatacija lignita u rudniku Gračanica. Površinski kop Dimnjače otvoren je 1974. godine koji i danas radi. Naslage lignita se protežu od Ričice, pa sve do Prusca u donjovakufskoj općini. Uz rudnik lignita u općini postoje i rudnik barita Radovan, rudnik kvarca Smrčevice i rudnik gipsa u Bistrici. U južnom dijelu općine nalaze se rudišta bakra, željeza, zlata, srebra, žive, i dr.
U pasivna ležišta (bivše rudnike) Uskoplja ubrajamo rudnik zlata (lokalitet Crvene Zemlje i Zlatno Guvno) i bivši rudnik barita Mračaj-Dobrošin. Interes inozemnih ulagača za vađenjem zlata oživio je 2010-ih. godina. Jedna tvrtka registrirana na Kineze već duže vrijeme bavi se istraživanjem i ispiranjem zlata na Vrbasu, Kruščici i Bistrici.

### Šumarstvo
Područje uskopaljske općine bogato je šumama. Glavni dio čine miješane šume bukve i smreke koje rastu na smeđim tlima. Postoje i šume hrasta kitnjaka. Umjetni nasadi johe i vrbe se uglavnom nalaze uz Vrbas i njegove pritoke.
Eksploatacija šume posebno je intenzivna bila za austrougarske uprave, pa su tako tadašnje suvremenije pilane bile na Trnovači, Mačkari i na području Točila na Raduši. Trenutačno na području općine postoji više pilana.
Šumama gospodari Šumarija Uskoplje koja je dio tvrtke Šume Herceg Bosne.

### Turizam
Zbog svog zemljopisnog položaja i klimatskih karakteristika Uskoplje je izuzetno povoljno za razvoj turizma. Planine Vranica i Raduša oduvijek su privlačile planinare ne samo iz ovih krajeva, nego i iz čitave bivše Jugoslavije. 
Idealne su mogućnosti za lov i ribolov. Mnogobrojna jezera i rijeke: Ždrimačka jezera u čijoj se blizini nalazi istoimeni slap, Bistrička rika (poznato ribogojilište), planine Vranica i Raduša, Radovina, (“planinarski raj”), te izvorišta sve četiri uskopaljske rijeke. Zbog ratnih djelovanja neka od ovih izletišta su opustošena ili minirana.
U dolini Bistričke rike planira se izgradnja turističkog naselja (gdje je bio Titov lovački dom). Između naselja Mačkare i naselja Valice planirana je gradnja športsko – rekreativnog centra "Desna".
Devet kilometara od magistralne ceste M-16.2 Uskoplje – Prozor-Rama nalazi se ski centar Raduša. Skijalište ima kapacitet od 3000 skijaša, a posjeduje dvosjed žičaru (1900 m) i dvije vučnice Katuni (900 m) i Gare (600 m), te baby ski lift Ski škola (400 m). Pri skijalištu se nalazi motel s 50 ležajeva.

## Poznati Uskopljani
- fra Anđeo Zvizdović, hrv.[37] svećenik
- Ivan Bandulavić, hrv. pisac
- Marko Bandulavić, biskup, apostolski namjesnik
- fra Stjepan Zlatarić, provincijal Bosne Srebrene
- fra Stipan Skopljanin, zamjenik biskupa, franjevac, mučenik,
- Sulejman Bajraktarević, putopisac, pjesnik i prepisivač Kur'ana
- Branko Mikulić, hrv. političar
- Stjepan Džalto, hrv. pisac
- Ismet Dedić, pisac i publicist
- Josip Mlakić, hrv. pisac
- Ivan Đikić, znanstvenik
- Matej Delač, nogometni vratar i reprezentativac Hrvatske
- Filip Arežina, nogometaš
- Miro Barnjak, glumac i producent
- Ivan Crnov, nogometaš
- Pero Gazilj, kickboksač
- Matko Kovačević, povjesničar, arhivist i kulturni djelatnik
- Berislav Miloš, nogometaš
- Hrvoje Šenda, hrv. pjesnik
- Josip Šenda, novinar
- Ivo Zeko, hrv. pisac za djecu
- Josip Kustura, glazbenik
- Josip Batinić, hrv. teolog, odgojitelj

## Obrazovanje
Temelje uskopaljskom obrazovanju udarili su franjevci 1852. godine kada su osnovali pučku školu. Najveće zasluge za tu školu imali su fra Pavo Miličević i fra Filip Kunić. Narodna osnovna škola otvorena je 1888. godine.
Na području općine Uskoplje djeluju 4 osnovne i dvije srednje škole, te više područnih škola. Od toga tri osnovne i jedna srednja rade prema bošnjačkom planu i programu, te po jedna osnovna i srednja prema nastavnom planu i programu na hrvatskom jeziku. Srednje škole rade na principu dvije škole pod jednim krovom. Dvije osnovne škole nalaze se u samom gradu, a ostale dvije se nalaze u Pajić Polju i Voljevcu.
Područne četverogodišnje škole OŠ Uskoplje nalaze se u Podgrađu, Ždrimcima, Dobrošinu i na Pidrišu, dok OŠ Gornji Vakuf svoje područne škole ima u Voljicu, Bistrici i na Vrsima. OŠ Pajić Polje područne škole ima u Grnici i Bojskoj, a OŠ Voljevac ima samo jednu područnu školu i to u Borovoj Ravni.

## Kultura
Na području općine djeluju nekoliko kulturno-umjetničkih društva.

### Hrvatska uzdanica Uskoplje
Hrvatska uzdanica Uskoplje je udruga građana osnovana 11. veljače 1995. godine. Iako je polje rada Hrvatske uzdanice iznimno široko, ona je u godinama svoga postojanja postala prepoznatljiva prije svega po svojoj izdavačkoj djelatnosti.

### Uskopaljske jeseni
Tradicionalnu kulturnu manifestaciju Uskopaljske jeseni, organizira Hrvatsko kulturno društvo Napredak, podružnica Uskoplje.

## Šport
- HNK Sloga, nogometni klub
- RK Sloga, rukometni klub
- OK Uskoplje, odbojkaški klub
- KK Uskopljak, karate klub
- KK Sloga, karate klub
- ŠK Sloga, šahovski klub
- MK Uskopljanke, mažoret klub
- SKISO Sloga, klub sjedeće odbojke
- MK Jastrebovi, motocross klub
- SK Raduša, skijaški klub
- USR Vrbas, udruga športskih ribolovaca

Od objekata u gradu postoji nogometni stadion Košute za 5000 gledatelja, pri osnovnoj školi športska dvorana za košarku, odbojku i ostale športove, a uz srednju školu igralište ("Rudarevo", naziv je nastao zbog RK Rudar kako se ranije zvala Sloga) za rukomet i mali nogomet za oko 2000 gledatelja. Gradska sportska dvorana za razne športske aktivnosti nalazi se na Bililu. Od 1997. održava se Malonogometni turnir Uskoplje.

## Promet
Općina Uskoplje cestovnim prometom je povezana s Hercegovinom i južnim Jadranom (Mostar – Neum – Dubrovnik), zapadnim dijelom Bosne i srednjim Jadranom (Bugojno – Livno – Split), sjevernim dijelom Bosne (Jajce - Banja Luka) i središnjim dijelom Bosne (Bugojno – Travnik – Zenica).
Osim autobusnih linija s obližnjim Bugojnom i Donjim Vakufom, Uskoplje je povezano autobusnim linijama s gradovima diljem Bosne i Hercegovine kao i ostatkom Europe napose Hrvatskom, Austrijom i Njemačkom.

## Gradovi i općine partneri
- Neuhofen an der Krems, Austrija
- Paks, Mađarska
- Rugvica, Hrvatska[39]
- Sancaktepe , Turska
- Turgutlu, Turska

## Vanjske poveznice
- Službena stranica općine
- Župa Uskoplje
- HKD Napredak Uskoplje  Arhivirana inačica izvorne stranice od 4. kolovoza 2008. (Wayback Machine)